# ウーゴ・ソト
ウーゴ・ソト（Hugo Soto、1967年8月16日 - ）は、アルゼンチンの男性プロボクサー。身長161cm。元WBA世界フライ級王者。

## 来歴
1988年8月6日、チリでプロデビュー。2戦目からはアルゼンチンで試合を行った。
1990年11月16日、アルゼンチンフライ級王座決定戦でカルロス・サラサール（ アルゼンチン）と対戦し、8回TKO勝ちで王座を獲得した。
1990年12月21日、2階級制覇者サントス・ラシアル（ アルゼンチン）とノンタイトルマッチで対戦し、3-0の判定勝ち。ラシアルはこの試合を最後に引退した。
1991年2月22日、南米フライ級王座を獲得。
1991年10月5日、UBA世界フライ級王座を獲得。
1992年2月22日、アドリアン・オチョア（ アルゼンチン）と対戦し、判定負けでアルゼンチンフライ級王座から陥落。キャリア初黒星となった。
1992年5月25日、UBA世界フライ級王座防衛戦でアドリアン・オチョアと再戦し、判定勝ちで2度目の防衛に成功した。
1993年10月22日、UBA世界フライ級王座防衛戦でルイス・ブリオネス（ チリ）と対戦し、2回KO勝ちで4度目の防衛に成功した。
1994年8月1日、有明コロシアムでWBC世界フライ級王者勇利アルバチャコフ（ ロシア／協栄ジム）に挑戦し、8回KO負けで王座獲得ならず。
1996年8月17日、WBO世界スーパーフライ級王者ジョニー・タピア（ アメリカ合衆国）に挑戦し、0-3の大差判定負けで王座獲得ならず。
1998年5月29日、WBA世界フライ級王者ホセ・ボニージャ（ ベネズエラ）に挑戦し、2-1の判定勝ち。3度目の世界挑戦で王座を獲得した。
1999年3月13日、初防衛戦でレオ・ガメス（ ベネズエラ）と対戦し、3回TKO負けで王座から陥落した。
2004年1月31日、WBAフェデラテンスーパーバンタム級王座決定戦でホルヘ・リナレスと対戦し、0-3の大差判定負けで王座獲得ならず。この試合を最後に引退した。

## 獲得タイトル
- WBA世界フライ級王座（防衛0度）